# Amanat (Partei)

Das Hauptquartier von Amanat in der kasachischen Hauptstadt Astana

Amanat (kasachisch und russisch Аманат, zu deutsch Erbe der Vorfahren; bis 1. März 2022 Nur Otan, kasachisch Нұр Отан, zu deutsch Licht des Vaterlands}) ist die größte Partei Kasachstans mit etwa 900.000 Mitgliedern. Da die Partei mit dem Staatsapparat eng verbunden ist, den Präsidenten stellt und derzeit 62 von 98 Sitzen in der Mäschilis, dem kasachischen Unterhaus innehat, gilt sie auch als Einheitspartei. Sie hat ihren Sitz in der kasachischen Hauptstadt Astana.

## Geschichte

### Gründung
Nach der Unabhängigkeit Kasachstans von der Sowjetunion war die Parteienlandschaft in Kasachstan zersplittert. Ab 1995 war es Nursultan Nasarbajew, seit 1991 Präsident des Staates, gelungen, durch Loyalität und Vetternwirtschaft die Entwicklung von politischen Parteien zu fördern und zu beeinflussen. Ein wichtiges Ziel von Nasarbajew und seiner Regierung war der Aufbau einer Partei, die den Interessen des Präsidenten loyal und wohlwollend gegenüber steht. Das Ziel war es, eine Partei zu erschaffen, die das Vakuum, das die KPdSU hinterlassen hatte, ausfüllt. Der erste Versuch, mit der Sozialistischen Partei Kasachstans eine dominante Partei zu etablieren, brachte nicht den erhofften Erfolg. Mit der Partei der Volkseinheit Kasachstans gab es aber eine andere Partei, die Nasarbajews Kurs unterstützte und in ihrem Parteiprogramm angab, dass es ihre Mission sei, den Reformkurs des Präsidenten zu unterstützen. Dies war ein erstes Anzeichen für eine persönliche Verbindung zwischen einer Partei und Nasarbajew.
Erst wenige Monate vor der Parlamentswahl 1999 begann Nasarbajew damit, eine Partei um sich herum aufzubauen, die in der Lage war, die Rolle der Kommunistischen Partei im Staat einzunehmen. Diese neue Partei ging aus einer Reihe von Parteien hervor, die dem Präsidenten treu ergeben waren. Die Partei wurde offiziell am 12. Februar 1999 als Otan (deutsch: Vaterland) registriert. Auf dem ersten Parteikongress am 1. März gaben vier Parteien den Beitritt zu Otan bekannt. Dies waren die Partei der Volkseinheit Kasachstans, die Demokratische Partei Kasachstans, die Liberale Bewegung Kasachstans und die Bewegung „Für Kasachstan - 2030“. Auf dem Parteikongress stellte sie außerdem ihr Parteiprogramm vor, das größtenteils die Regierung von Nursultan Nasarbajew unterstützte. Dieser wurde außerdem zum Parteivorsitzenden gewählt. Mit der Gründung dieser neuen Partei sollten ehemalige kommunistische Funktionäre mit neuen politischen Posten ausgestattet werden. Die Parteiführung erklärte, dass Parteien wie die People’s Action Party in Singapur, die Liberaldemokratische Partei Japans und die Barisan Nasional in Malaysia als Vorbild für Otan dienen. Am 4. Januar 2000 wurde die Jugendorganisation der Partei, Schas Otan, gegründet. Auf einem außerordentlichen Parteikongress am 9. November 2002 traten zwei weitere Parteien bei.

### Entwicklung zur Einheitspartei
Bei der Parlamentswahl 2004 konnte die Partei ihren Stimmenanteil auf nunmehr 60 Prozent aller Stimmen verdoppeln. Mit 42 Abgeordneten in der Mäschilis konnte sie die Regierung stellen und verfügte gleichzeitig über eine absolute Mehrheit im Parlament. Am 4. Juli 2006 fusionierte Otan mit der Partei Assar. Diese wurde von Darigha Nasarbajewa, der Tochter von Nasarbajew, angeführt. Die Vereinigung mit Assar war ebenfalls eine Reaktion auf die zunehmende Macht und Unabhängigkeit von politischen Akteuren wie Nasarbajewa und ihrem Mann Rachat Älijew. Im Dezember desselben Jahres schlossen sich zwei weitere Parteien, die Bauernpartei mit 102.000 Mitgliedern und die Bürgerpartei mit 160.000 Mitgliedern, der Otan an. Die Partei konnte so ihre Mehrheit im Parlament weiter ausbauen und verfügte nun über 57 Abgeordnete. Auf dem kurz darauffolgenden Parteikongress wurde die Umbenennung in Nur Otan beschlossen. Der Name konnte als „Licht des Vaterlands“ gelesen werden. Es war jedoch sicher kein Zufall und wurde von Parteifunktionären auch offen zugegeben, dass er auch an den Vorsitzenden und Parteigründer Nursultan Nasarbajew erinnerte.
Bei den Parlamentswahlen im August 2007 errang sie 88 Prozent der Stimmen und, da keine der Oppositionsparteien die Sieben-Prozent-Hürde überwinden konnte, alle 98 Parlamentssitze. Die Organisation für Sicherheit und Zusammenarbeit in Europa (OSZE) erklärte, die Wahl habe vor allem bei der Stimmenauszählung und der Umsetzung neuer Rechtsvorschriften nicht den internationalen Standards entsprochen. Die Oppositionsparteien erkannten das Ergebnis nicht an und sprachen von massiven Manipulationen. Die Partei reagierte gelassen auf die Kritik. Baqytschan Schumaghulow, der erste stellvertretende Vorsitzende der Partei, sagte zu den Manipulationsvorwürfen: „Kaum etwas könnte mich weniger interessieren.“ 2007 konnte Nur Otan außerdem ihre dominierende Rolle in Staat und Verwaltung festigen, da das Verbot einer Mitgliedschaft in einer politischen Partei für Staatsbedienstete aufgehoben wurde. Dies führte dazu, dass etliche Beamte in die Partei eintraten. Die Verflechtung von Partei und Staat war aber bereits vorher schon sichtbar gewesen, da viele Beamte Nur Otan in staatlichen Prozessen bevorzugten.
Bei der Parlamentswahl im Januar 2012 errang Nur Otan 80,99 Prozent der Stimmen. Erstmals seit über acht Jahren zogen auch wieder Vertreter oppositioneller Parteien in das kasachische Parlament ein, darunter die Demokratische Partei Ak Schol mit acht und die Kommunistische Volkspartei Kasachstans mit sieben Abgeordneten. Dennoch besitzt die Partei Nur Otan 83 von 107 Parlamentssitzen und konnte somit weiter allein regieren. Die OSZE kritisierte, dass die Parlamentswahlen nicht den demokratischen Standards entsprochen hatten, obgleich sie gut organisiert waren. Die Opposition verurteilte die Wahlen abermals als gefälscht und kündigte Proteste an.
Auf internationaler Ebene arbeitet Nur Otan seit 2015 mit der russischen Regierungspartei Einiges Russland zusammen. Bei der Wahl 2016 erreichte Nur Otan erneut mehr als 80 Prozent der Stimmen.

### Umbenennung in Amanat
Auf einem außerordentlichen Parteikongress Anfang März 2022 wurde mit Unterstützung von Staatspräsident und Parteivorsitzendem Toqajew die Umbenennung der Partei in Amanat (deutsch: Erbe der Vorfahren) vorgeschlagen und von den Delegierten am 1. März 2022 beschlossen.

## Wahlergebnisse

### Parlamentswahlen
| Parlamentswahlergebnisse | Parlamentswahlergebnisse | Parlamentswahlergebnisse | Parlamentswahlergebnisse | Parlamentswahlergebnisse |
| Wahl                     | Name                     | Stimmenanzahl            | Stimmenanteil            | Sitze                    |
| ------------------------ | ------------------------ | ------------------------ | ------------------------ | ------------------------ |
| 1999                     | Otan                     | 1.622.895                | 30,89 %                  | 23/77                    |
| 2004                     | Otan                     | 2.883.706                | 60,61 %                  | 42/77                    |
| 2007                     | Nur Otan                 | 5.247.720                | 88,40 %                  | 98/98                    |
| 2012                     | Nur Otan                 | 5.621.436                | 80,99 %                  | 83/98                    |
| 2016                     | Nur Otan                 | 6.183.757                | 82,20 %                  | 84/98                    |
| 2021                     | Nur Otan                 | 5.148.074                | 71,09 %                  | 76/98                    |
| 2023                     | Amanat                   | 3.431.510                | 53,90 %                  | 62/98                    |

### Präsidentschaftswahlen
| Präsidentschaftswahlergebnisse | Präsidentschaftswahlergebnisse | Präsidentschaftswahlergebnisse | Präsidentschaftswahlergebnisse | Präsidentschaftswahlergebnisse |
| Wahl                           | Kandidat                       | Stimmenanzahl                  | Stimmenanteil                  | Ausgang                        |
| ------------------------------ | ------------------------------ | ------------------------------ | ------------------------------ | ------------------------------ |
| 2005                           | Nursultan Nasarbajew           | 6.147.517                      | 91,15 %                        | gewonnen                       |
| 2011                           | Nursultan Nasarbajew           | 7.850.958                      | 95,55 %                        | gewonnen                       |
| 2015                           | Nursultan Nasarbajew           | 8.833.250                      | 97,75 %                        | gewonnen                       |
| 2019                           | Qassym-Schomart Toqajew        | 6.539.715                      | 70,96 %                        | gewonnen                       |
| 2022                           | Qassym-Schomart Toqajew        | 6.456.392                      | 81,31 %                        | gewonnen                       |

## Parteiführung

### Parteivorsitzende
- Nursultan Nasarbajew (1999–2022)
- Qassym-Schomart Toqajew (2022)
- Jerlan Qoschanow (seit 2022)

### Erste stellvertretende Vorsitzende (2007–2022)
- Baqytschan Schumaghulow (2007–2008)
- Ädilbek Schaqsybekow (2008)
- Darchan Kaletajew (2008–2009)
- Nurlan Nyghmatulin (2009–2012)
- Baqytschan Saghyntajew (2012–2013)
- Bauyrschan Baibek (2013–2015)
- Asqar Myrsachmetow (2015–2016)
- Muchtar Qul-Muchammed (2016–2018)
- Mäulen Äschimbajew (2018–2019)
- Bauyrschan Baibek (2019–2022)

### Generalsekretär (seit 2022)
- Aschat Oralow (seit 2022)